# Huit masculin aux Jeux olympiques d'été de 2024
Cet article traite de l'épreuve masculine. Pour la compétition féminine, voir Huit féminin aux Jeux olympiques d'été de 2024.
Navigation
Tokyo 2020 Los Angeles 2028
L'épreuve masculine de huit des Jeux olympiques d'été de 2024 de Paris a lieu au stade nautique olympique de Vaires-sur-Marne du 29 juillet au 3 août 2024.

## Médaillés
| Or | Argent | Bronze |
| Grande-Bretagne - Sholto Carnegie - Rory Gibbs - Morgan Bolding - Jacob Dawson - Charles Elwes - Tom Digby - James Rudkin - Tom Ford - Harry Brightmore | Pays-Bas - Ralf Rienks - Olav Molenaar - Sander de Graaf - Ruben Knab - Gert-Jan van Doorn - Jacob van der Kerkhof - Jan van der Bij - Mick Makker - Dieuwke Fetter | États-Unis - Henry Hollingsworth - Nick Rusher - Christian Tabash - Clark Dean - Chris Carlson - Peter Chatain - Evan Olson - Pieter Quinton - Rielly Milne |

## Programme
| Date             | Heure   | Tour      |
| ---------------- | ------- | --------- |
| Lundi 29 juillet | 09 h 00 | Séries    |
| Jeudi 1er août   | 09 h 30 | Repêchage |
| Samedi 3 août    | 09 h 30 | Finale    |

## Résultats détaillés

### Séries
Les premier de chaque série est qualifié pour la finale A (FA), les autres vont en repêchage (R).
| Rang | Couloir | Rameurs | Pays       | Temps         | Notes |
| ---- | ------- | --- | ---------- | ------------- | ----- |
| 1    |         | Henry Hollingsworth Nicholas Rusher Christian Tabash Clark Dean Christopher Carlson Peter Chatain Evan Olson Pieter Quinton Rielly Milne         | États-Unis | 5 min 29 s 94 | FA    |
| 2    |         | Ralf Rienks Olav Molenaar Sander de Graaf Ruben Knab Gertjan van Doorn Jacob van de Kerkhof Jan van der Bij Mick Makker Dieuwke Fetter           | Pays-Bas   | 5 min 31 s 82 | R     |
| 3    |         | Benedict Eggeling Torben Johannesen Olaf Roggensack Laurits Follert Max John Frederik Breuer Wolf Niclas Schroeder Mattes Schönherr Jonas Wiesen | Allemagne  | 5 min 41 s 63 | R     |
| 4    |         | Mihăiță Țigănescu Laurentiu Daniciu Bogdan Baitoc Constantin Adam Marius Cozmiuc Mugurel Semciuc Florin Artni Florin Lehaci Adrian Munteanu      | Roumanie   | 5 min 55 s 82 | R     |

| Rang | Couloir | Rameurs | Pays            | Temps         | Notes |
| ---- | ------- | --- | --------------- | ------------- | ----- |
| 1    |         | Morgan Bolding Sholto Carnegie Rory Gibbs Thomas Ford Jacob Dawson Charles Elwes Thomas Digby James Rudkin Harry Brightmore                             | Grande-Bretagne | 5 min 37 s 04 | FA    |
| 2    |         | Ben Canham Joshua Hicks Spencer Turrin Angus Widdicombe Jack Hargreaves Alexander Purnell Angus Dawson Joseph O'Brien Kendall Brodie                    | Australie       | 5 min 42 s 07 | R     |
| 3    |         | Jacopo Frigerio Emanuele Gaetani Liseo Salvatore Monfrecola Davide Verita Gennaro Di Mauro Leonardo Pietra Caprina Vincenzo Abbagnale Alessandra Faella | Italie          | 5 min 52 s 52 | R     |

### Repêchage
Les quatre premières embarcations du repêchage se qualifient pour la finale A (FA), les autres sont éliminées.
| Rang | Couloir | Rameurs | Pays      | Temps         | Notes |
| ---- | ------- | --- | --------- | ------------- | ----- |
| 1    |         | Ralf Rienks Olav Molenaar Sander de Graaf Ruben Knab Gertjan van Doorn Jacob van de Kerkhof Jan van der Bij Mick Makker Dieuwke Fetter                  | Pays-Bas  | 5 min 27 s 58 | FA    |
| 2    |         | Ralf Rienks Olav Molenaar Sander de Graaf Ruben Knab Gertjan van Doorn Jacob van de Kerkhof Jan van der Bij Mick Makker Dieuwke Fetter                  | Allemagne | 5 min 29 s 17 | FA    |
| 3    |         | Mihăiță Țigănescu Laurentiu Daniciu Bogdan Baitoc Constantin Adam Marius Cozmiuc Mugurel Semciuc Florin Artni Florin Lehaci Adrian Munteanu             | Roumanie  | 5 min 30 s 00 | FA    |
| 4    |         | Ben Canham Joshua Hicks Spencer Turrin Angus Widdicombe Jack Hargreaves Alexander Purnell Angus Dawson Joseph O'Brien Kendall Brodie                    | Australie | 5 min 31 s 50 | FA    |
| 5    |         | Jacopo Frigerio Emanuele Gaetani Liseo Salvatore Monfrecola Davide Verita Gennaro Di Mauro Leonardo Pietra Caprina Vincenzo Abbagnale Alessandra Faella | Italie    | 5 min 36 s 31 |       |

### Finale
| Rang                                | Couloir | Rameur | Pays            | Temps         | Notes |
| ----------------------------------- | ------- | --- | --------------- | ------------- | ----- |
| Médaille d'or, Jeux olympiques      |         | Morgan Bolding Sholto Carnegie Rory Gibbs Thomas Ford Jacob Dawson Charles Elwes Thomas Digby James Rudkin Harry Brightmore                 | Grande-Bretagne | 5 min 22 s 88 |       |
| Médaille d'argent, Jeux olympiques  |         | Ralf Rienks Olav Molenaar Sander de Graaf Ruben Knab Gertjan van Doorn Jacob van de Kerkhof Jan van der Bij Mick Makker Dieuwke Fetter      | Pays-Bas        | 5 min 23 s 92 |       |
| Médaille de bronze, Jeux olympiques |         | Henry Hollingsworth Nicholas Rusher Christian Tabash Clark Dean Christopher Carlson Peter Chatain Evan Olson Pieter Quinton Rielly Milne    | États-Unis      | 5 min 25 s 28 |       |
| 4                                   |         | Ralf Rienks Olav Molenaar Sander de Graaf Ruben Knab Gertjan van Doorn Jacob van de Kerkhof Jan van der Bij Mick Makker Dieuwke Fetter      | Allemagne       | 5 min 29 s 80 |       |
| 5                                   |         | Mihăiță Țigănescu Laurentiu Daniciu Bogdan Baitoc Constantin Adam Marius Cozmiuc Mugurel Semciuc Florin Artni Florin Lehaci Adrian Munteanu | Roumanie        | 5 min 30 s 15 |       |
| 6                                   |         | Ben Canham Joshua Hicks Spencer Turrin Angus Widdicombe Jack Hargreaves Alexander Purnell Angus Dawson Joseph O'Brien Kendall Brodie        | Australie       | 5 min 31 s 79 |       |